# Shanxi (sockenhuvudort i Kina, Hunan Sheng, lat 28,03, long 110,95)
Shanxi (kinesiska: 善溪, 善溪乡) är en sockenhuvudort i Kina. Den ligger i provinsen Hunan, i den södra delen av landet, omkring 200 kilometer väster om provinshuvudstaden Changsha. Antalet invånare är 5 336. Befolkningen består av 2 537 kvinnor och 2 799 män. Barn under 15 år utgör 21,0 %, vuxna 15-64 år 63 %, och äldre över 65 år 15,0 %.
Runt Shanxi är det tätbefolkat, med 343 invånare per kvadratkilometer. Närmaste större samhälle är Langtang, 19,2 km öster om Shanxi. I omgivningarna runt Shanxi växer i huvudsak blandskog.
Genomsnittlig årsnederbörd är 1 658 millimeter. Den regnigaste månaden är maj, med i genomsnitt 257 mm nederbörd, och den torraste är december, med 55 mm nederbörd.